# Enver Idrizi
Enver Idrizi (Skoplje, 4. kolovoza 1966.) bivši hrvatski karate reprezentativac. Podrijetlom je Albanac iz Makedonije. Bio je prvak Jugoslavije u dobi od 16 godina. Također je nastupao i u kick-boxingu. Za hrvatsku karate reprezentaciju je osvajao nekoliko medalja.
Znamenitost je da je prvo odličje koje je osvojio za Hrvatsku bilo točno na datum međunarodnog priznanja Republike Hrvatske, na Svjetskom kupu u Milanu. Bio je, između ostalog Svjetski i europski prvak u apsolutnoj kategoriji.
Na Svjetskom kupu 1995. godine zbog incidenta kojega je izazvao Enver Idrizi i njegovi navijači Hrvatski karate savez je suspendiran na dvije godine. Od osamostaljenja Hrvatske, karate je računajući europska i svjetska prvenstva najtrofejniji hrvatski sport, što velikim dijelom zasluga i samog Idrizija.
Znamenitost je da je pobijedio Chuck Norrisa čak dva puta.
Poslije 2000. godine optužen je za sudjelovanje u obučavanju pripadnika OVK na Kosovu zbog čega je neko vrijeme odbijao nastupati u Srbiji.
Bavi se ugostiteljstvom u Düsseldorfu, kao i u Albaniji i na Kosovu .
Godine 1996. glumio je u filmu Ne zaboravi me Jakova Sedlara.

## Vanjske poveznice
http://www.southeasteurope.org/subpage.php?sub_site=11&required=c_info/c_info&doc=sports&site=4&subj=8  Arhivirana inačica izvorne stranice od 9. lipnja 2007. (Wayback Machine)